# We Can Do It!

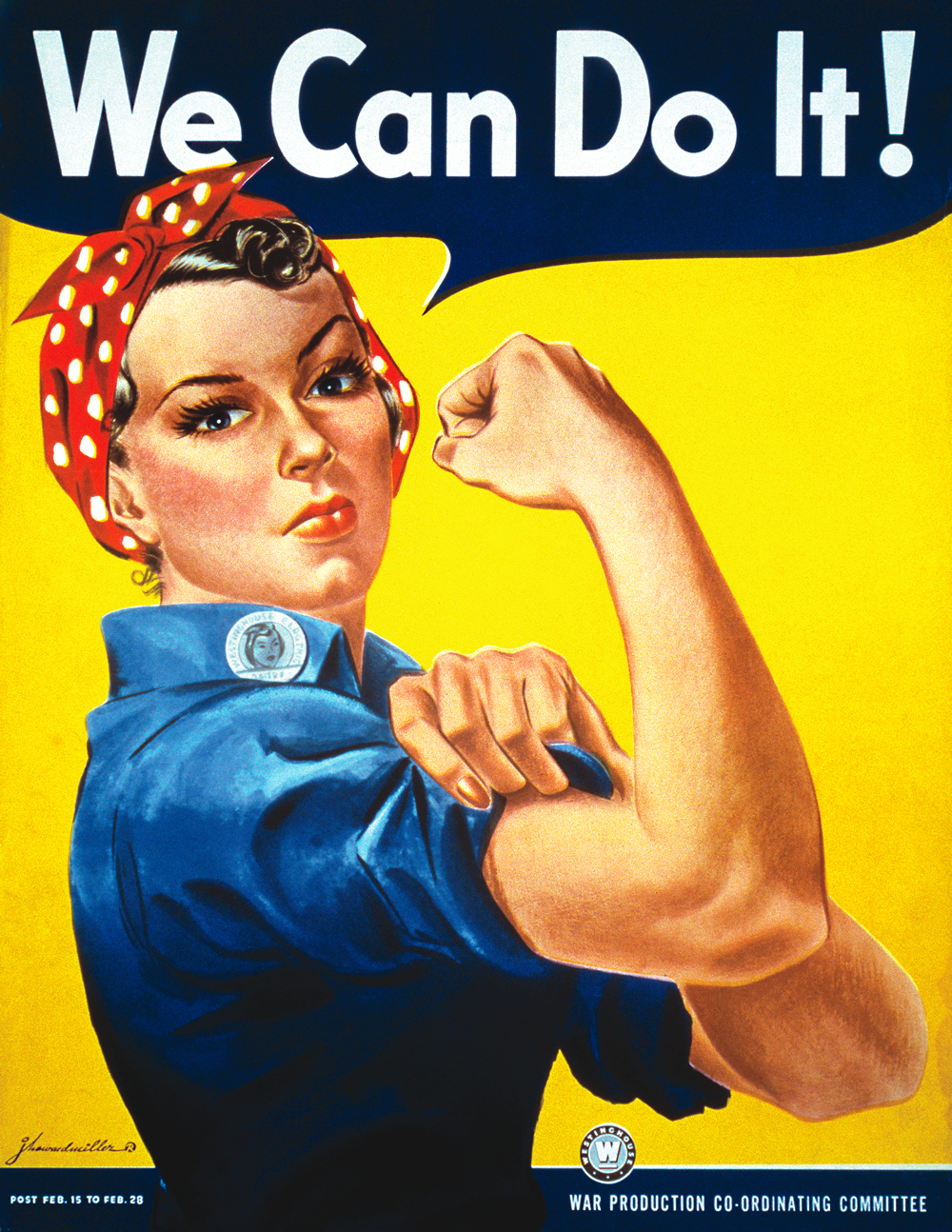
1943년 J. 하워드 밀러의 "We Can Do It!" 포스터.

"We Can Do It!"은 미국의 제2차 세계 대전 당시 선전 포스터로, 노동자와 근로자의 사기 진작을 위해서 1943년 웨스팅하우스일렉트릭 사에서 J. 하워드 밀러가 제작했다. 미시간주 공장 노동자였던 제럴딘 도일을 찍은 신문의 흑백 사진을 바탕으로 만들어진 것으로 알려져 있다.
제2차 세계 대전 당시에는 거의 눈에 띄지 않았으나 1980년대 초반 재발견되어 여러 가지 다른 형태로 바뀌며 널리 퍼졌고, 전쟁 당시의 강한 여성 생산직 근로자의 상징으로 여겨지며 "우리는 할 수 있다!" 혹은 "리벳공 로지"라는 이름으로 불렸다. 그리고 1980년대 여성주의를 비롯한 다른 정치 문제를 촉발시키는 데 이용되었다. 1994년 잡지 스미소니언의 표지로 사용되었고, 1999년에는 미국 제1종 우편물 우표로도 사용되었다.

## 같이 보기
- 주먹감자
- Keep Calm and Carry On